# Henning Svensson
Karl Olof Henning Svensson, född 13 oktober 1891 i Partille i Göteborgs och Bohus län, död där 23 januari 1979, var en svensk amatörfotbollsspelare och senare fotbollstränare som var uttagen till de svenska fotbollstrupperna i OS i Stockholm 1912 och OS i Antwerpen 1920. I båda turneringarna var han endast reserv och fick inte spela i någon av Sveriges matcher.
Svensson tillhörde under hela sin spelarkarriär IFK Göteborg. När den aktiva karriären var över var han sedan i flera perioder (1924-29, 1931-32, 1943) också tränare för sitt IFK. Under 1 säsong, 1932-33, tränade han dessutom Falkenbergs FF.
Svensson gjorde sammanlagt 20 landskamper (0 mål) under åren 1912-1923.

## Meriter

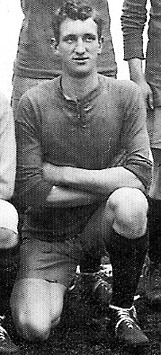
Svensson vid en landskamp mot Danmark 1915.

### I klubblag
IFK Göteborg
- Svensk mästare (2): 1910, 1918

### I landslag
Sverige
- Uttagen till OS: 1912, 1920
- 20 landskamper, 0 mål

### Individuellt
- Mottagare av Stora grabbars märke, 1926

### Webbsidor
- Svensson på worldfootball.net
- Svensson på m.leballonrond.fr
- Lista på landskamper, svenskfotboll.se, läst 2013 01 29
- "Olympic Football Tournament Stockholm 1912", fifa.com, läst 2013 01 29